# Дауйотай (Расейняйський район)
Дауйотай (Daujotai) — хутір у Литві, Расейняйський район, Аріогальське староство, знаходиться за 9 км від села Ілгіжяй III. 2001 року в Дауйотаї проживало 4 людей, 2011-го — 3.

## Принагідно
- Daujotai (Raseiniai) [Архівовано 8 листопада 2016 у Wayback Machine.]

| Литва | Це незавершена стаття з географії Литви. Ви можете допомогти проєкту, виправивши або дописавши її. |